# Irnsing-Steinbruch
Irnsing-Steinbruch ist ein Ortsteil der Stadt Neustadt an der Donau im Landkreis Kelheim in Niederbayern. In dem vormals aufgelassenen und nunmehr wieder bewirtschafteten Steinbruch wird der „Drosselfels-Korallenkalkstein“ abgebaut.

## Lage
Der Betrieb liegt etwa 500 Meter nördlich des Dorfes Marching, im hier sich aus dem Donautal nordwärts erhebenden Jura. Er ist westlich und südlich vom Dettenbachtal begrenzt. Im Osten fällt das Gelände weitflächig in das Donautal hinab. Durch das Betriebsgelände verliefen vormals die Gemeindegrenzen der Orte Marching und Irnsing.

## Geschichte
Auf die aus dem Gelände hervorragenden Kalksteinformationen dürften schon die Römer aufmerksam geworden sein. So kann davon ausgegangenen werden, dass hier schon Steine für die nahe liegenden Kastelle Eining und Pförring gebrochen wurden. Der wegen seiner Frostfestigkeit bekannte ungeschichtete Muschelkalk fand im ausgehenden 19. Jahrhundert beim Bau der Eisenbahnstrecke Pfaffenhofen-Ingolstadt reichlich Verwendung. Ab 1935 wurde der Steinbruch durch die Firmen Kiefer und Holzmann betrieben und gelangte so zu größerer regionaler wirtschaftlicher Bedeutung. Die Firma Kiefer beschäftigte im westlich gelegenen Marchinger Bruch etwa 100, die Firma Holzmann im östlichen, Irnsinger Bruch etwa 80 Arbeitnehmer. Nachdem die Betriebe in den 1970er und 1990er Jahren geschlossen wurden, wird nunmehr durch die Firma Scheuermann wieder in größeren Ausmaße Abbau betrieben.

## Wirtschaft und Infrastruktur
Am Ort befanden sich ein Schlossereibetrieb mit Wohnung (die so genannte Buchschmiede), eine Betriebsleiterwohnung sowie Arbeiterunterkünfte. Der Irnsinger Bruch wird jährlich für Klassik-Open-Air-Musikaufführungen genutzt.